# جيلان (كوسوفو)
جيلان (بالألبانية: Gjilani) إحدى مدن كوسوفو الهامة تبعد مسافة 70 كيلو متر عن برشتينا قرب الحدود مع مقدونيا واليونان وهي من أجمل المدن الأوربية تسكنها أغلبية ألبانية مسلمة وفقًا لتعداد عام 2011، يبلغ عدد سكان مدينة جيلان 54 239 نسمة، بينما يبلغ عدد سكان البلدية 90 178 نسمة. من أهم أعلام المدينة، لاعب كرة القدم السويسري شيردان شاكيري.

## التسمية
يذكر المؤرخ العثماني إفليا سيليبي مورافا (السيريلية الصربية: Морава) كمستوطنة لسانجاك فويترن. يكتب تشيليبي: «رحلة السبعة عشر يومًا من القسطنطينية (اسطنبول) لتمريرها عبر فرانيي، نوفو بردو، وكريفا ريكا (إجريدير) ومورافا (جيلان)». أصل جيلان متنازع عليه. تدعي المصادر الألبانية أن المدينة (في البداية قرية) حصلت على اسمها منباهتي بيغ جيغنولي من عشيرة جيناج التي حكمت المنطقة من فوتشيتم (مالو كوسوفو و درينكا)، وملؤها هذا المجال في القرن 18 (حوالي 1750).
سميت بجيلان لأن أوّل من سكنها كان من أحفاد الصوفي الشيخ عبد القادر الجيلاني .

## السكان
يعيش في المدينة 54,239 نسمة، بينما في المناطق الريفية - 35,939. تقسيم السكان حسب الجنس: ذكر - 45354، إناث - 44824. استنادًا إلى التقديرات السكانية من وكالة كوسوفو للإحصاء في عام 2016، يبلغ عدد سكان البلدية 81447 نسمة.

### اللغات
الألبانية والصربية والتركية كلها لغات رسمية في البلدية.

### المجموعات عرقية
الغالبية العظمى من السكان هم من الألبان، يليهم الصرب، وعدد قليل من الأقليات. يوجد من بين آخرين 978 تركي أو 1٪ من سكان البلديات. انخفض عدد الصرب بسبب المقاطعة الجزئية  وإنشاء بلدية بارتيس ذات الأغلبية الصربية.
لطالما كان سكان جيلان مختلطين، ولكن مع الغالبية العظمى من الألبان في كلتا الفترتين خلال الحكم التركي والصربي اليوغوسلافي. وفقًا لتعداد 2011، يبلغ عدد سكان بلدية جيلان 90,178 نسمة. الألبان - 87,814، الصرب - 624، الأتراك - 978، البوشناق - 121، الغجر - 361، الأشكالي - 15، الغوراني - 69، البلقان المصريون - 1، آخرون - 95. فضّلوا عدم الرد - 35 شخصا.

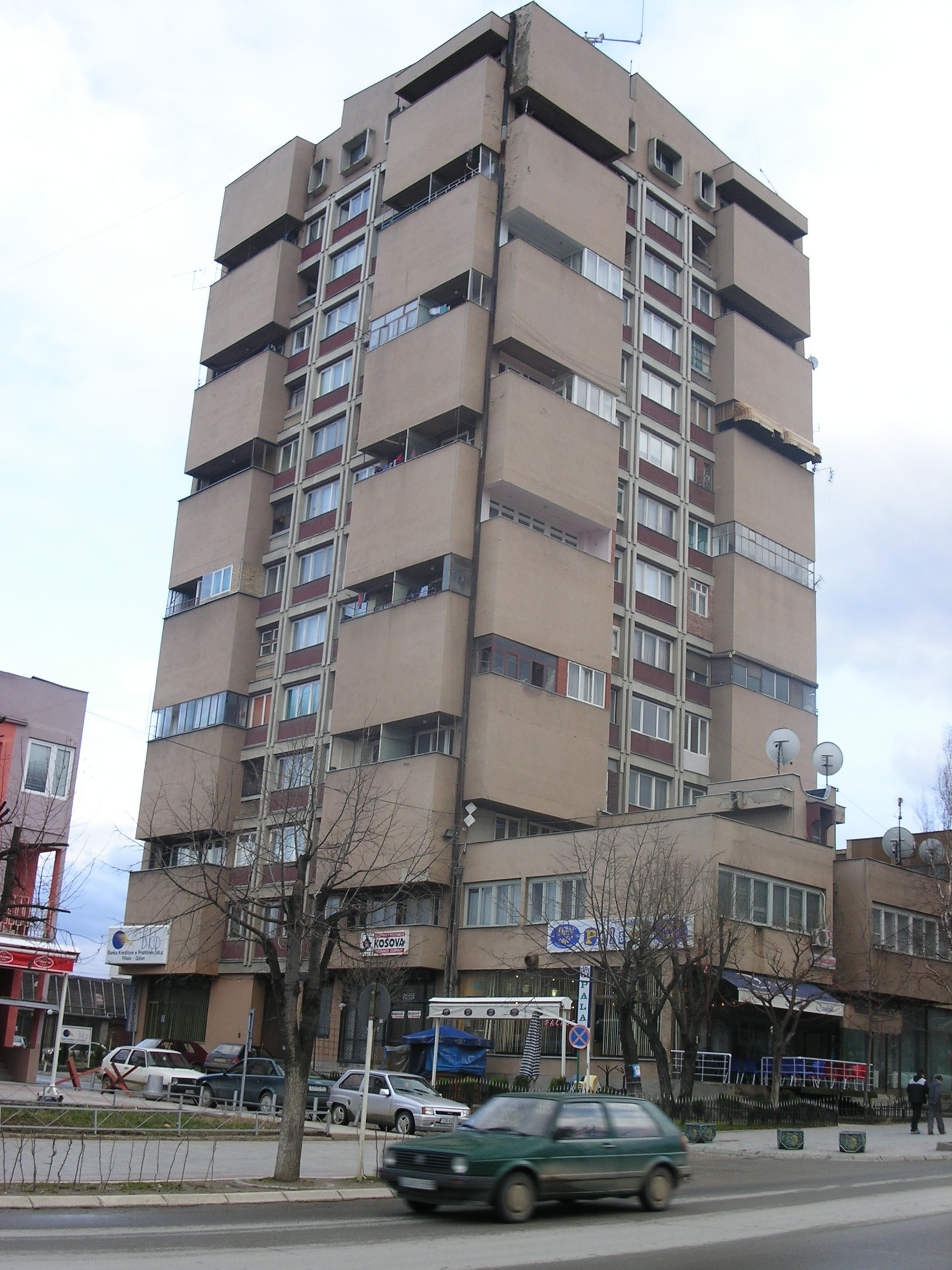
مجمع سكني من الحقبة الشيوعية في جيلان

التكوين العرقي للبلدية:
| التركيبة العرقية                                                                |        |       |        |       |       |      |         |      |         |
| السنة / السكان                                                                  | ألبان  | ٪     | الصرب  | ٪     | روما  | ٪    | الآخرين | ٪    | مجموع   |
| 1953                                                                            | 24797  | 50.87 | 19196  | 39.32 |       |      |         |      | 48748   |
| 1961                                                                            | 29,942 | 57.12 | 18297  | 34.91 | 735   | 1.50 |         |      | 52,415  |
| 1971                                                                            | 43754  | 64.45 | 20,237 | 29.81 | 1,824 | 2.69 |         |      | 67,893  |
| 1981                                                                            | 59,764 | 71.08 | 19,212 | 22.85 | 3347  | 3.98 | 1,762   | 2.1  | 84,085  |
| 1991                                                                            | 79357  | 76.54 | 19,370 | 18.68 | 3,477 | 3.4  | 1,471   | 1.4  | 103,675 |
| 1998                                                                            | 94,218 | 79.4  | 19481  | 16.4  | 3,568 | 3    | 1,387   | 1.2  | 118654  |
| 2011                                                                            | 87,814 | 97,45 | 624    | 0,7   | 361   | 0,4  | 1,379   | 1,52 | 90,178  |
| المصدر: تعدادات سكان يوغوسلافيا للبيانات حتى عام 1991، وتعداد كوسوفو لعام 2011. |        |       |        |       |       |      |         |      |         |

## التعليم
بها فرع لمدرسة علاء الدين الإسلامية.
يشمل التعليم في جيلان التعليم الابتدائي والثانوي وجامعة عامة. يوجد حاليًا 23,608 طالبًا ألبانيًا و 881 طالبًا من الأقليات مسجلين في المؤسسات التعليمية حول جيلان. التعليم الابتدائي الذي يتراوح من الصف الأول إلى الخامس مع التعليم الثانوي إلزامي لجميع المواطنين ويبدأ عندما يبلغ الطفل سن 6 سنوات. إنه مجاني.
المرحلة الثانية من التعليم الإلزامي هي ما يسمى بالتعليم الثانوي الأدنى والذي يتكون من المراهقين الذين تتراوح أعمارهم عادة بين 12-15 سنة، وبالتالي، الصفوف 6-9. وهذا التعليم، بموجب القانون، مجاني وممول من الحكومة. التعليم الثانوي في جيلان يدرس باللغة الألبانية والصربية والتركية.
التعليم العالي متاح للالتحاق في مختلف الجامعات والمؤسسات التعليمية المختلفة التي تقدم التعليم المهني العالي. التعليم العالي متاح أيضًا في المؤسسات العامة أو الخاصة حيث يتم منح الطلاب درجات الزمالة ودرجات البكالوريوس ودرجات الماجستير والدكتوراه. تتوفر أيضًا برامج مختلفة حيث يمكن للطلاب اختيار متابعة دراستهم بدوام كامل أو بدوام جزئي.

## الاقتصاد
يوجد في البلدية 3,700 شركة خاصة مسجلة يعمل فيها 7,900 شخص.
قبل عام 1999، كان جيلان مركزًا صناعيًا مهمًا في كوسوفو. ولا يزال مصنع المبردات ومصنع التبغ قيد التشغيل، وقد تمت خصخصتهما مؤخرًا.
افتتحت في صيف عام 2007 حاضنة أعمال المدينة الجديدة، بدعم من الوكالة الأوروبية لإعادة الإعمار.

## الثقافة
فلاكا إي جاناريتز (Flaka e Janarit) هو حدث ثقافي يبدأ في 11 يناير في جيلان مع افتتاح رمزي للشعلة لمواكبة الأنشطة الثقافية المختلفة حتى 31 يناير من كل عام. تجمع الآلاف من الفنانين وعشاق الفن من جميع الأراضي الألبانية، الذين يحولون المدينة لمدة ثلاثة أسابيع متتالية إلى عاصمة ثقافية. يتم تكريم شهداء الأمة من خلال القيم الفنية من خلال هذا الحدث، الذي بدأ قبل الذكرى العاشرة لاغتيال الكاتب والناشط والوطني يوسف جورفالا، إلى جانب قادري زيكا وبردهوش جرفالا. كانت هذه هي الذكرى العاشرة بالضبط بدون هؤلاء الشهداء الثلاثة للحرية، ومن مصادفة جرائم القتل هذه في نفس التاريخ في 11 يناير، حصل هذا الحدث على هذا الاسم "Flaka e Janarit". علاوة على ذلك، فقد «أكل» هذا الشهر الكثير من الوطنيين المتدينين.

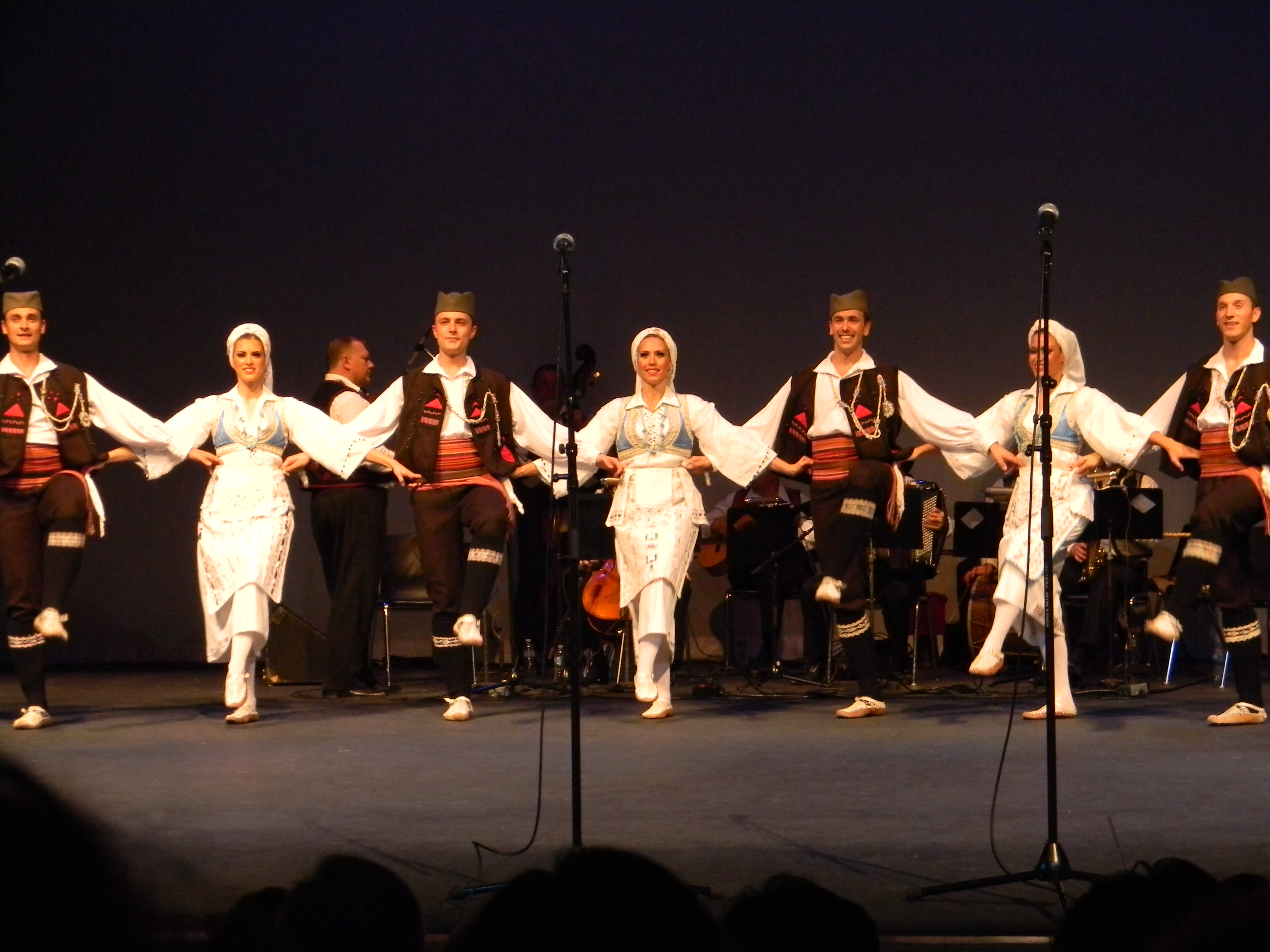
رقص تقليدي صربي (كولو) من جيلان

يوجد 41 مسجد في جيلان.

## معرض صور

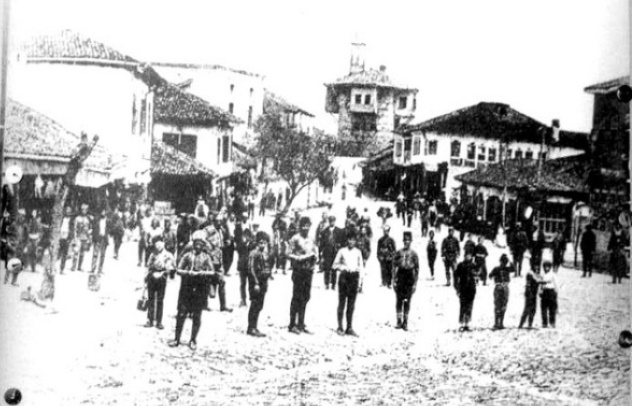
وسط المدينة ، 1913
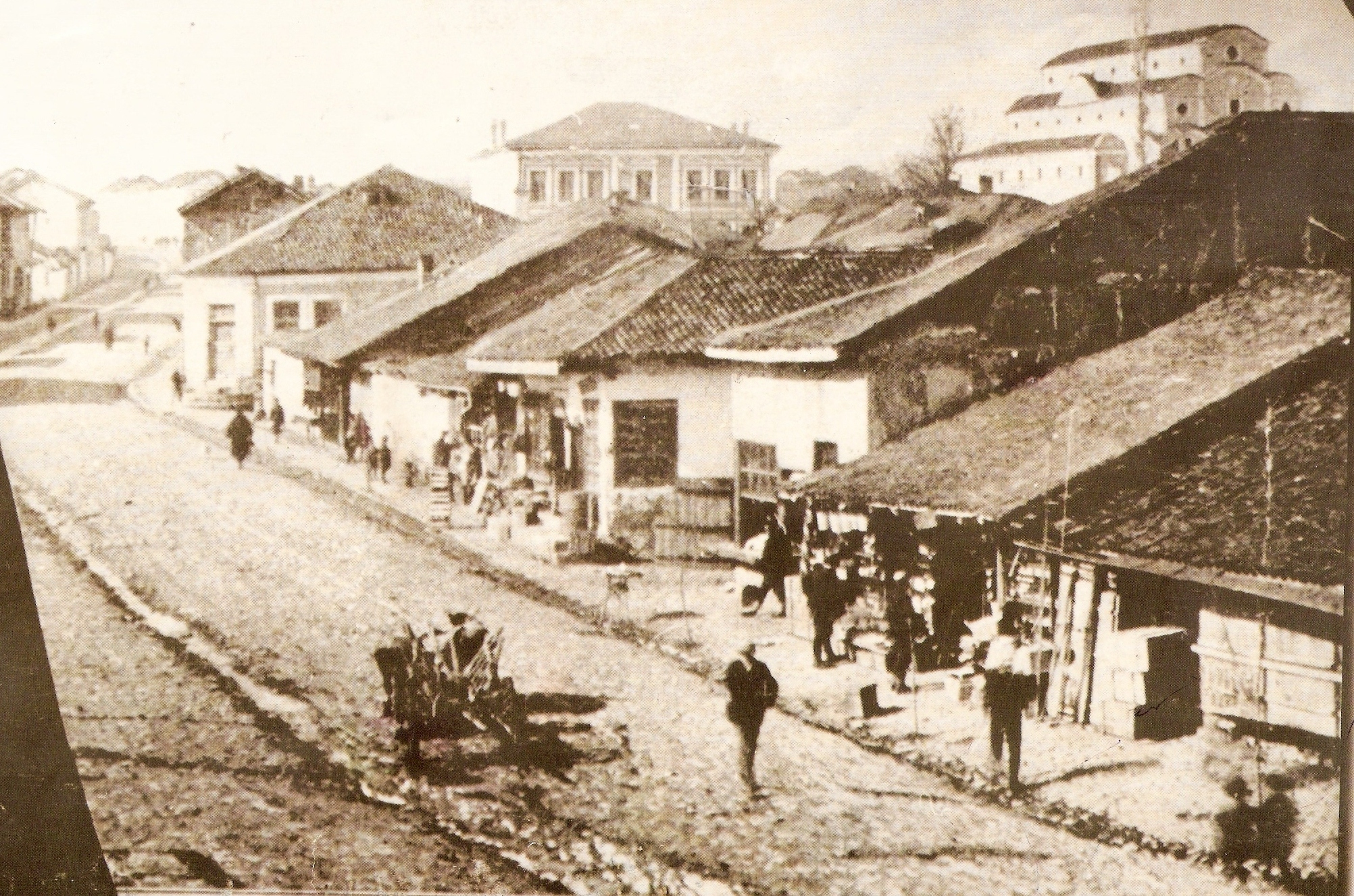
1925
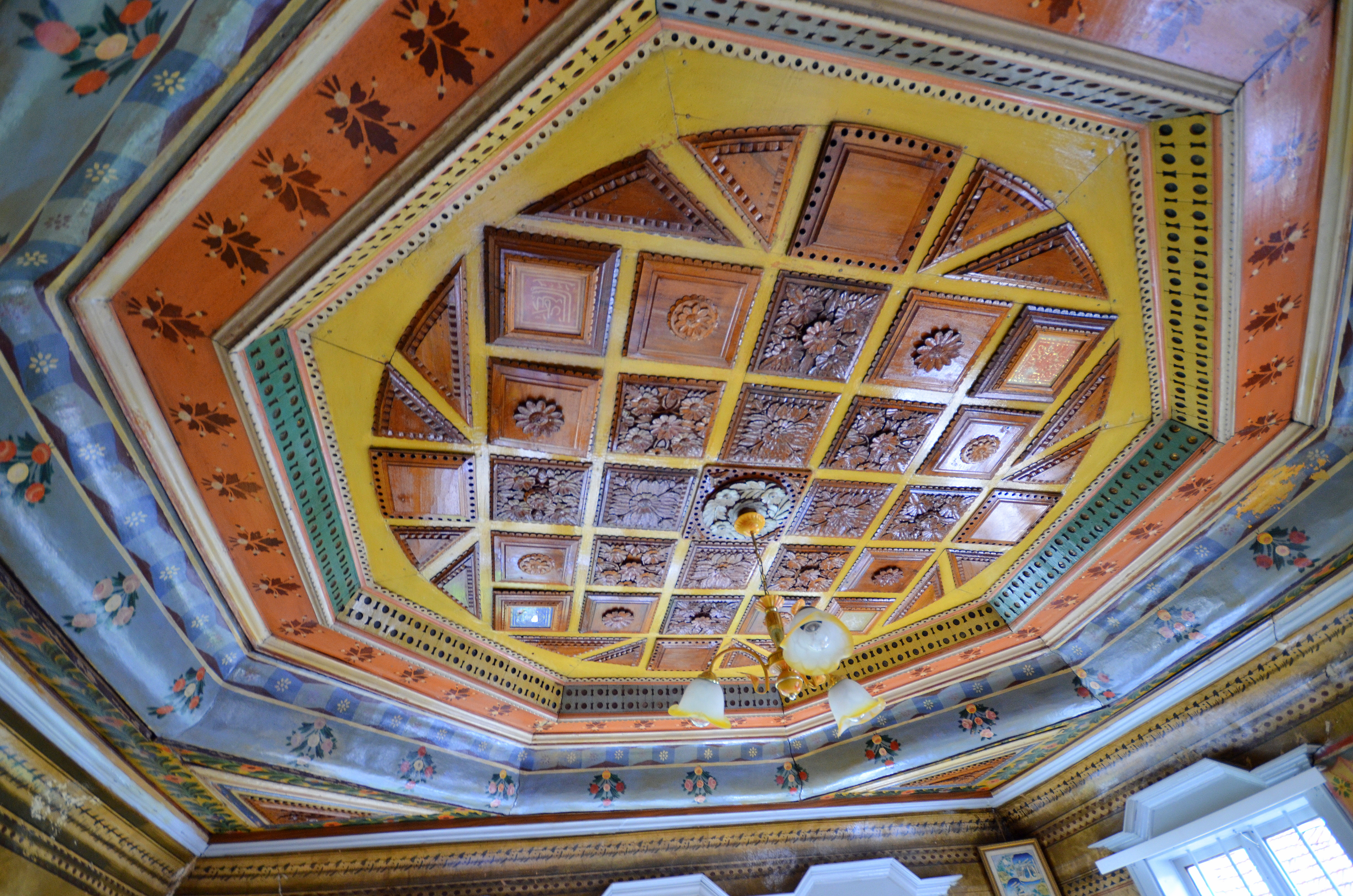
بيت ذكرى عبد الله
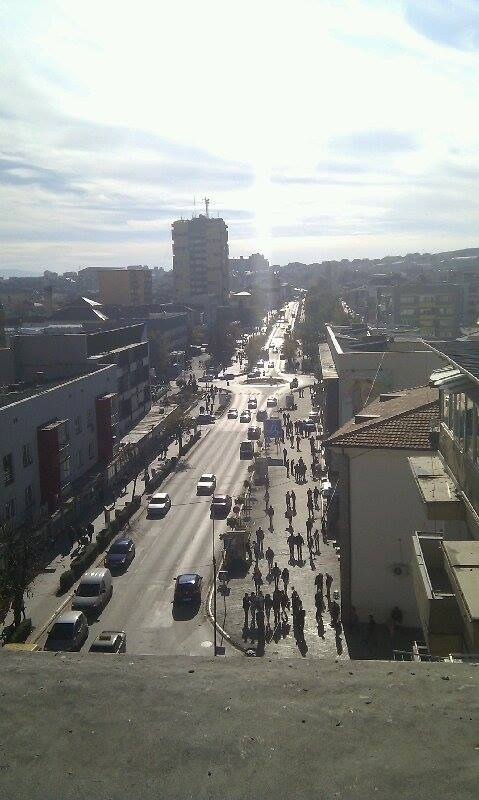
شارع رئيسي
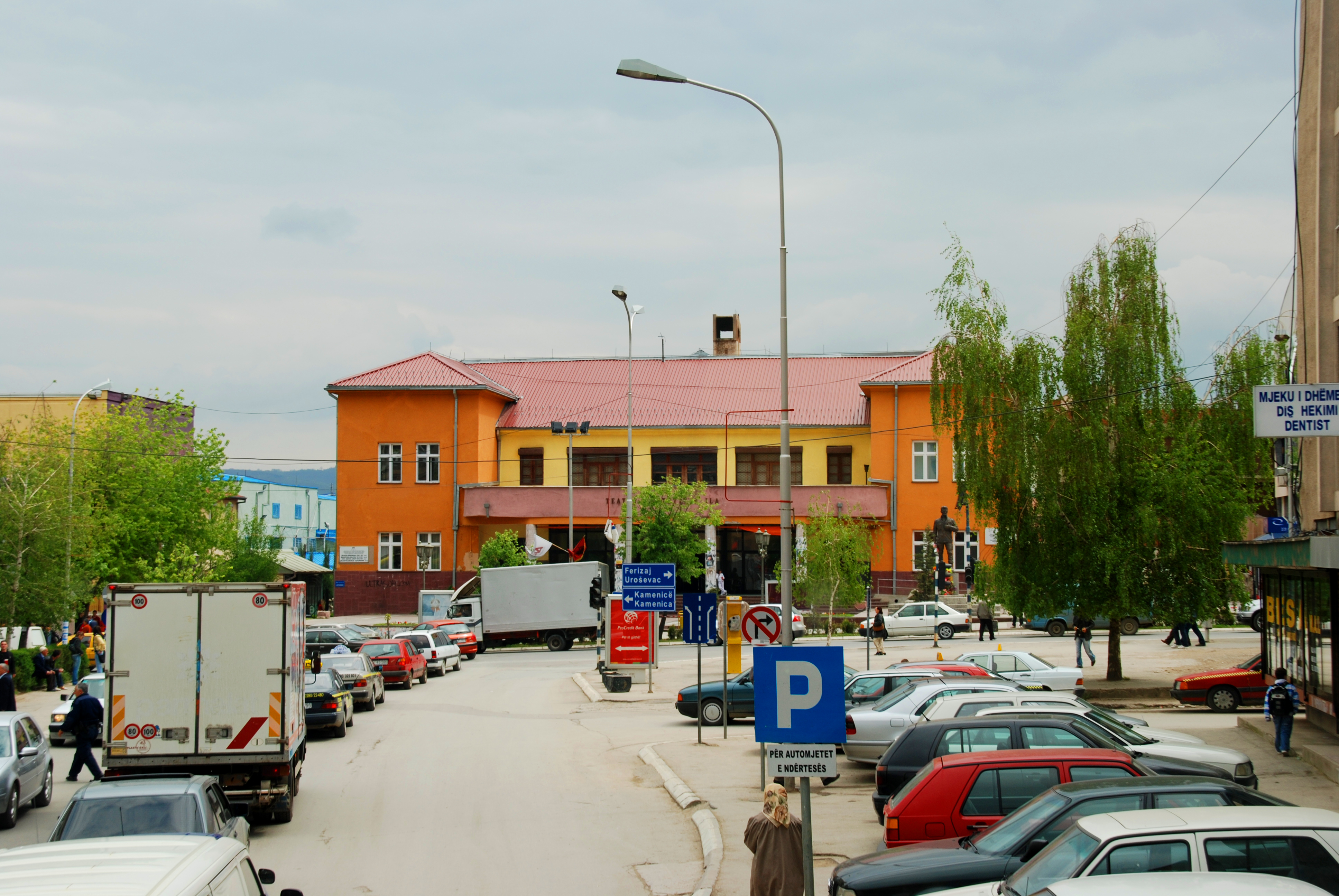
مسرح المدينة
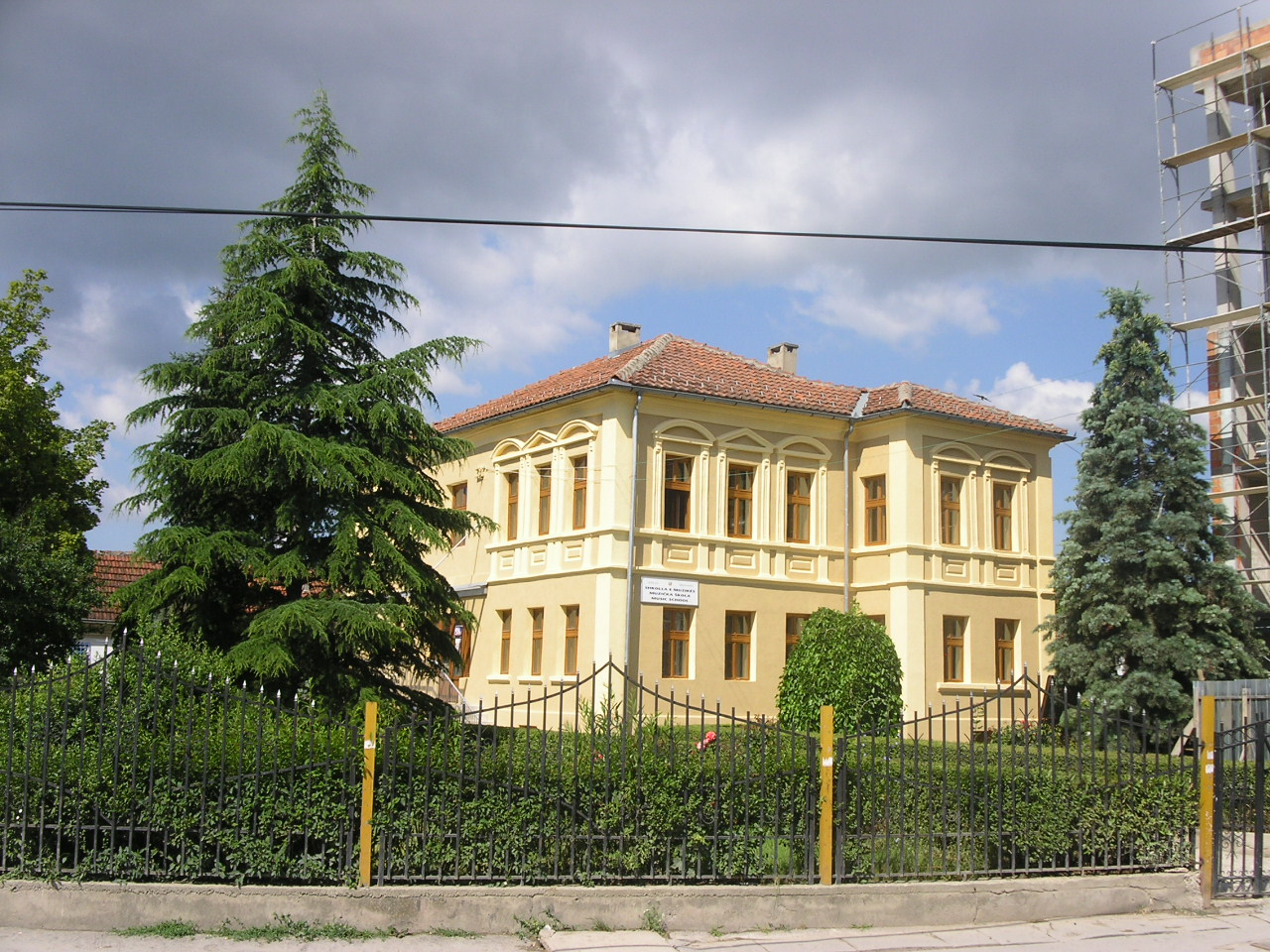
المعهد الموسيقي
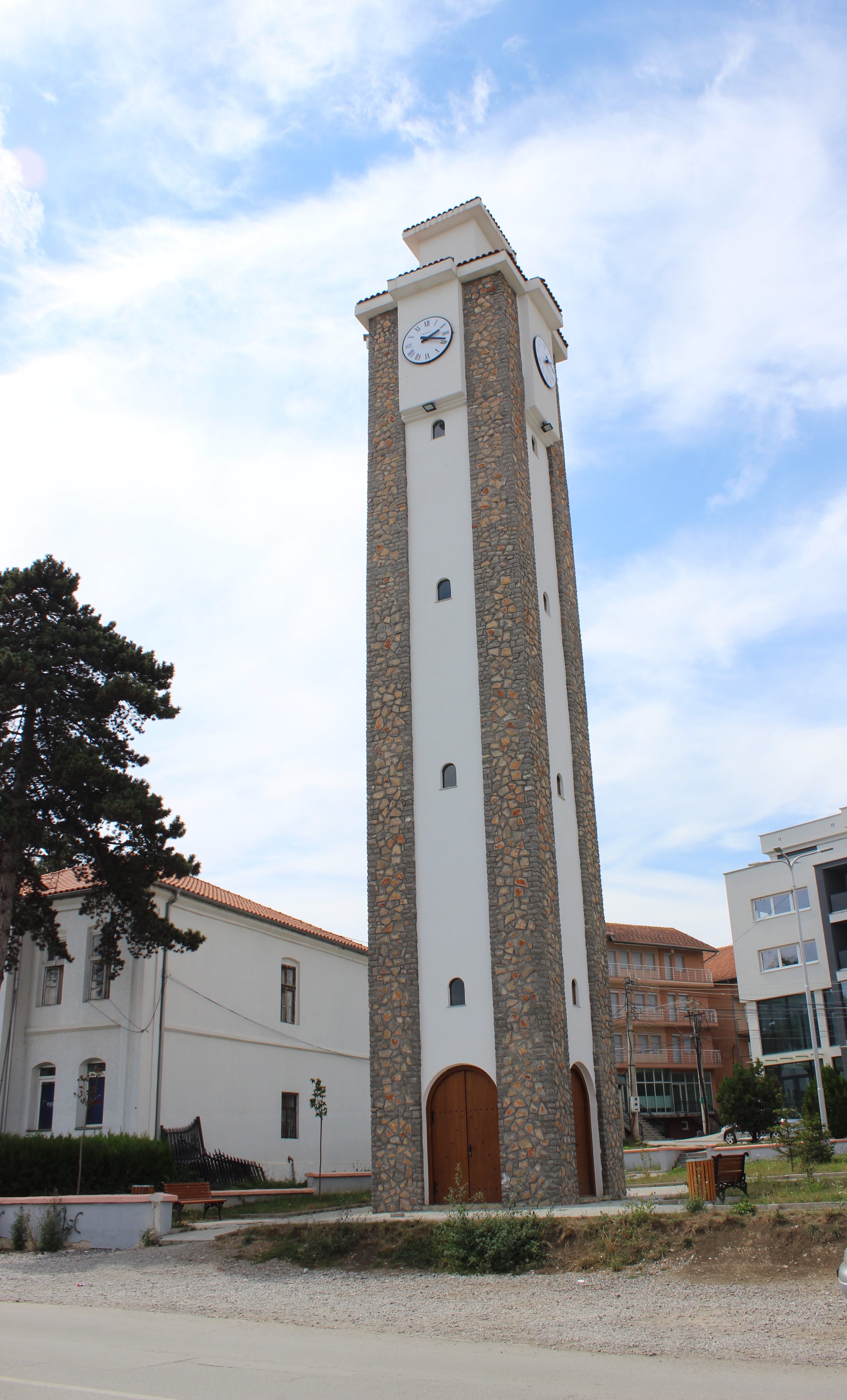
برج الساعة
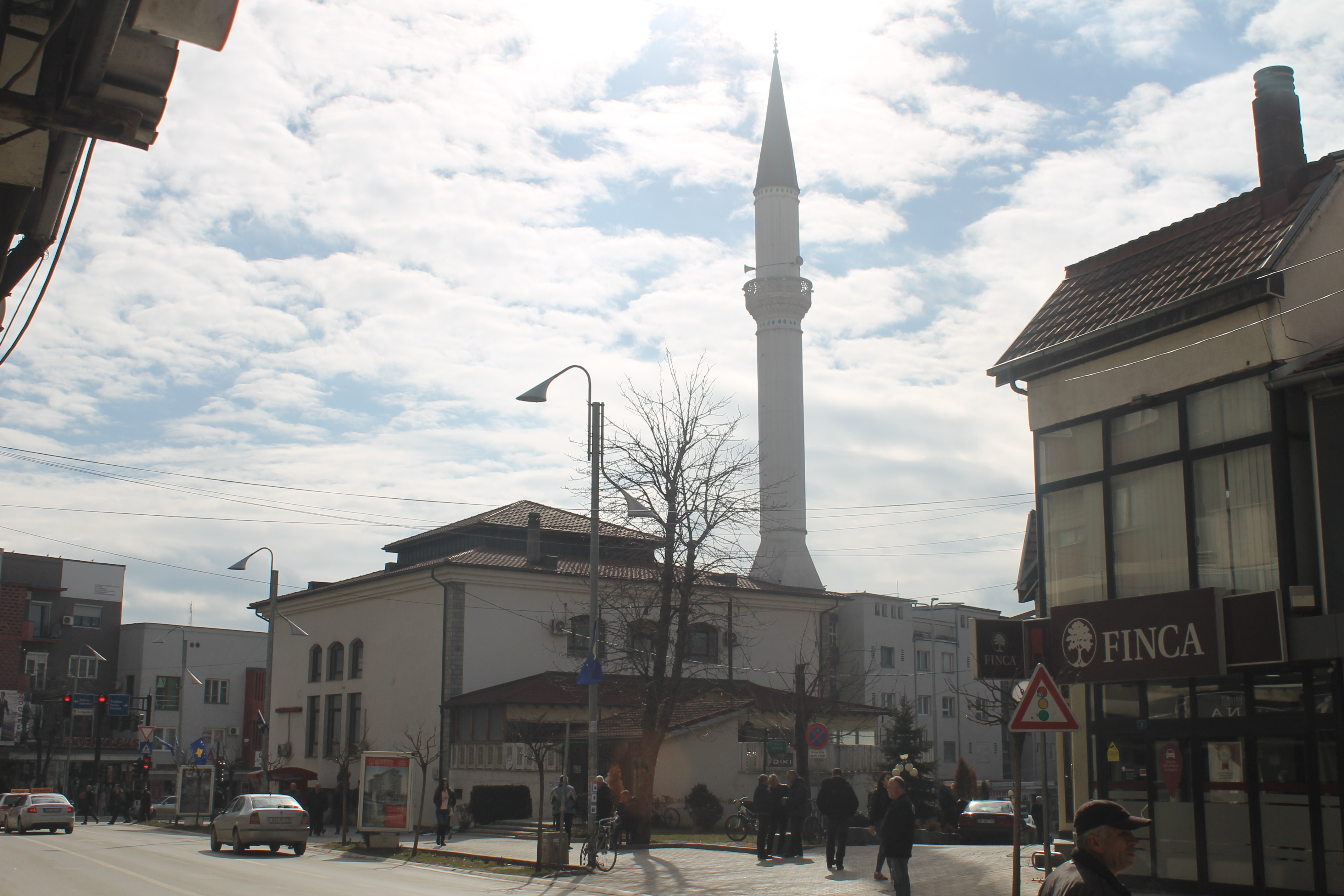
المسجد الكبير
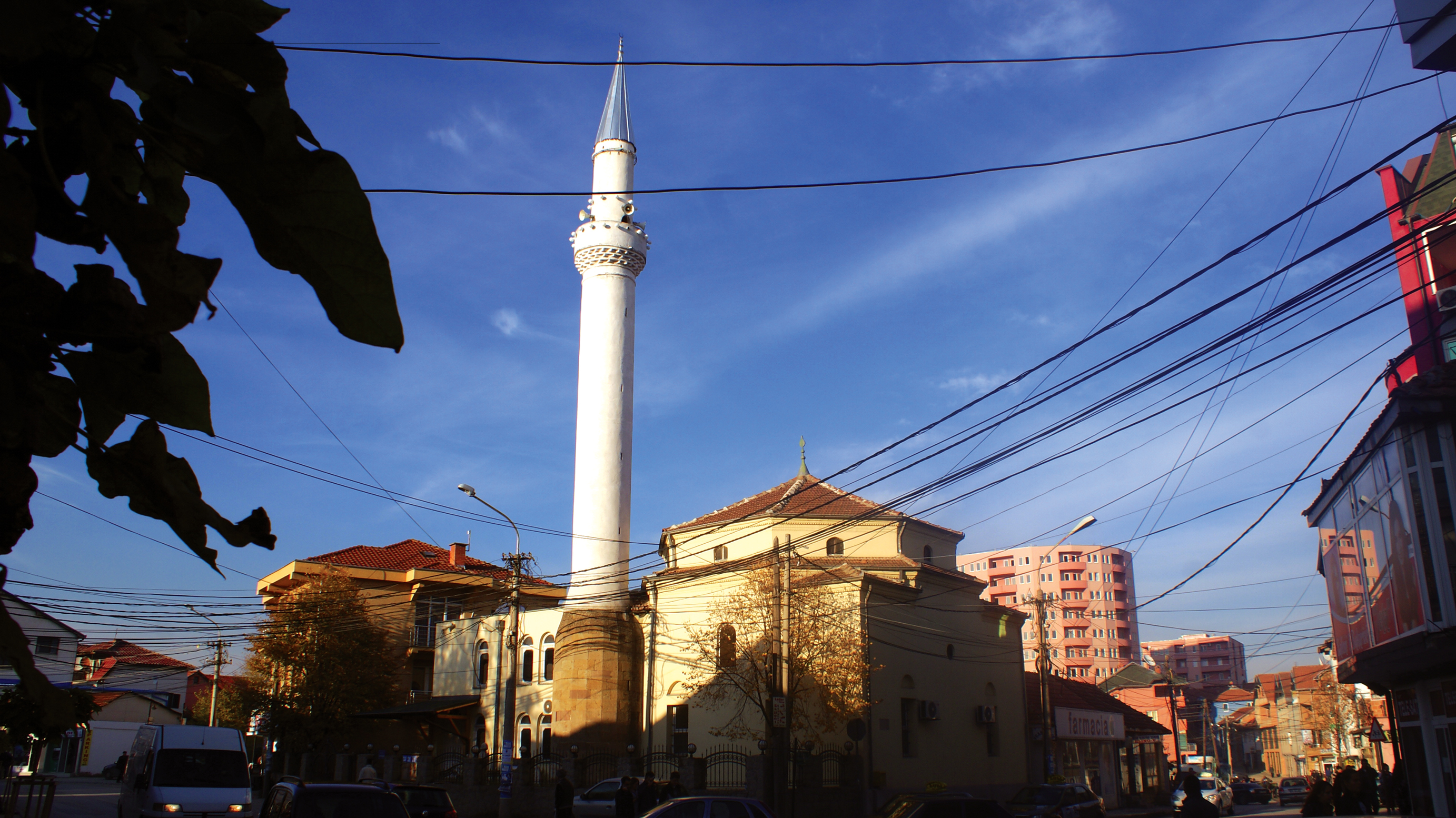
أقدم مسجد عام 1606

## توأمة
لجيلان (كوسوفو) اتفاقيات توأمة مع:
- بيخا

## انظر
- جيلان (توضيح)

## أعلام
- فاتون توسكي
- ألبيرت بونياكو
- جينتا إسماعيلي
- شيردان شاكيري

- Idriz Seferi (b.1847), Albanian patriot
- Mulla Idriz Gjilani (b.1901), Albanian patriot
- زوران أنتيتش (b. 1975), Serbian footballer
- Faton Bislimi (b. 1983), Kosovan author
- Nijazi Ramadani (b. 1964), Kosovan poetry writer
- ألبيرت بونياكو (b. 1983), Swiss footballer
- Daut Dauti (b. 1960) Kosovan author
- دراغان ديميتش، Serbian footballer
- Bajram Haliti (b. 1955), Romani writer
- Shpëtim Hasani (b. 1982), Kosovan footballer
- Lutfi Haziri (b. 1969), Kosovan politician
- جينتا إسماعيلي (b. 1985), Kosovan singer
- Ismet Munishi (b. 1974), Kosovan footballer
- Aljmir Murati (b. 1985), Swiss footballer
- Zenun Pajaziti (b. 1966), Kosovan politician
- شيردان شاكيري (b. 1991), Swiss footballer
- Jahi Jahiu, (b. 1959), Kosovan artist
- Mira Stupica (b. 1923), Serbian actress
- Goran Svilanović (b. 1963), Serbian politician
- فاتون توسكي (b. 1987), German footballer
- أجيم رمضاني (b. 1963), KLA commander
- Abdullah Tahiri (b. 1956), KLA commander
- أنطون ماركوفيتش (b. 1992), Croatian footballer